# Boury-en-Vexin
Boury-en-Vexin – miejscowość i gmina we Francji, w regionie Hauts-de-France, w departamencie Oise.
Według danych na rok 1990 gminę zamieszkiwało 331 osób, a gęstość zaludnienia wynosiła 30 osób/km² (wśród 2293 gmin Pikardii Boury-en-Vexin plasuje się na 669. miejscu pod względem liczby ludności, natomiast pod względem powierzchni na miejscu 383.).